# Vídeňská Höhenstraße
Vídeňská Höhenstraße je vyhlídková silnice na okraji města s Vídeňským lesem přes horské stráně na západ od Vídně.
Začíná u Neuwaldeggské cesty poblíž Marswiese v Hernalsu (17. okres) a vede přes Dreimarkstein, Hermannskogel, Cobenzl (Latisberg/Reisenberg) a Kahlenberg ke konečné stanici v Leopoldsbergu (19. okres Döbling). Se 14,9 km je nejdelší ulicí ve Vídni. Často se jazykově propojují s Hütteldorfem (14. okres Penzing) přes Schottenhof k Marswiese (silnice Hüttelbergstraße – Amundsenstraße – Neuwaldegger Straße) k Höhenstraße, která však existovala dříve.
Úředně Höhenstraße se označuje od odbočky, ležící mezi Kahlenbergem a Leopoldsbergem Hütte am Weg (někdejší Josefinenhütte), téměř úplně v dolnorakouském území vedoucí cesty do Klosterneuburgu. Do Dolního Rakouska vede také prodloužená Sieveringer Straße do Weidlingu v Klosterneuburgu a na začátku odbočuje Exelbergstraße (mimo Vídeň nazývaná Tullner Straße) přes Exelberg do Tulbingu a dále do Tullnu.
Z vídeňské strany je příjezd přes Dornbacherskou silnici / Neuwaldegger Straße; Hameaustraße v Neustift am Walde, kde se nachází proslulá prostorná Straßendreieck; Sieveringer Straße; Himmelstraße; Cobenzlgasse v Grinzingu; Krapfenwaldgasse a Kahlenberger Straße.

## Historie
Na základě plánovaného rozšíření města byla v roce 1892 vyhlášena soutěž na koncepci nového správního území města, kde bylo formulováno co možná zachránit existující lesy. Eugen Fassbender obdržel za svůj "Generální regulační plán Vídně" druhou cenu. Uvnitř malá ohleduplnost na stávající stavby, navržena prstencovitá silniční síť s četnými radiálními komunikacemi až do středu města, pro obrovské město 600 čtverečních kilometrů (tehdy mělo 177 čtverečních kilometrů), po roce 1954 má 414 čtverečních kilometrů a očekává se, že 4 miliony obyvatel nikdy nebudou. V tom byly předváděné také okruhy s šířkou 750 metrů a asi 5 km vzdálené od středu města nezastavět, ale jak zdůvodnit okruh obyvatelům, když se dává k dispozici příměstské rekreační území. Tato samotná představa byla později velmi pozměněna Heinrichem Goldemundem a když "Chráněné území lesů a pásů luk", zdánlivě se také první vídeňská uzávěra z roku 1870 od Josefa Schöffela začínala iniciativně představovat.
Na základě zpráv od Goldemunda starosta Karl Lueger 15. května 1904 vydal výnos na tehdejšího ředitele magistrátu Richard Weiskirchnera, aby stanovil rozsah lesů a luk: (Přitom je také v příloze slibováno stromořadí na vysokohorské silnici), ve Vídeňském lese se nabízela vyhlídka s pohledem na město Vídeň. Současně bylo městskému stavebnímu úřadu určeno vypracovat projekt. Generální plán byl počátkem dubna 1905 dohotovený. Po prvním zasedání dne 5. května vídeňská obecní rada rozhodla a 24. května 1905 průvodní návrh "lesa a luk" a provést stavbu silnice Höhenstraße.
Na jaře 1907 město získalo hotel Schloss Cobenzl. Nato vystavěli jednu Grinzingovu "bezprašnou automobilovou cestu" se serpentinami u Cobenzlu pro automobilové turisty a od roku 1909 zde zavedli autobusovou linku. To byla na dlouhý čas jediná realizovaná část. Také po první světové válce zůstalo také jen při plánech. Také půjčka z roku 1917 pro vykoupení zeleného pásu se stala vlivem inflace v roce 1925 bezcenná. V roce 1932 přijalo město Vídeň z finanční nutnosti Kahlenberg AG (dřívějšího provozovatele v roce 1922 Kahlenbergbahn) i s pozemky a hotelem u Kahlenbergu, který byl od základů přestavěný.

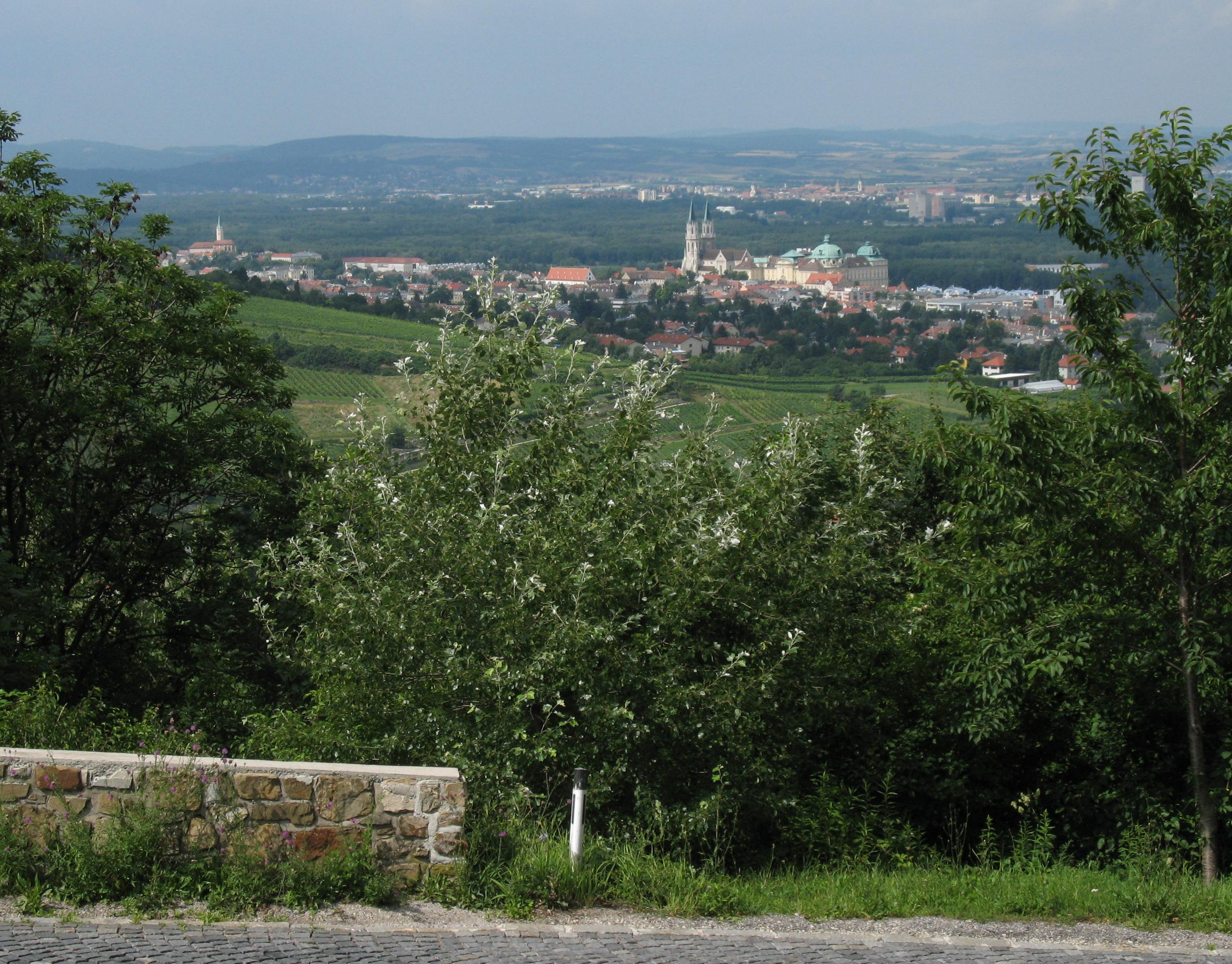
Klosterneuburg

Projekt Höhenstraße přišel opět do chodu, přičemž také boj proti masové nezaměstnanosti a přes obstarávání práce sehrál rozhodující úlohu. Zejména proto v rakouském stavovském státě byla stavba Höhenstraße uskutečněna. Při nejvyšším pracovním nasazení se používaly stroje jen omezeně, velká část prací byla uskutečněna primitivními prostředky. K práci byli nejdříve nasazeni muži "pracovní služby", kteří přišli pracovat, ale teprve při rychlém sledu, když pracovní službu vystřídali kvalifikovaní pracovníci, kterých se od 74 firem na výstavbě zaměstnávalo až 600. Práce na úseku Cobenzl – Kahlenberg byla provedena a 18. května 1934 spolkový kancléř Engelbert Dollfuß, dne 16. října 1935 ulici otevřel. Dolfuße od roku 1938 připomíná památník na Höhenstraße. Od roku 1936 byla otevřena autobusová linka z Grinzingu přes Cobenzl na Kahlenberg, která po dlouhá léta byla provozována jako linka "S" Se zvýšeným zvláštním tarifem. Potom následovala po roce 1936 stavba dráhy Kahlenberg – Leopoldsberg, potom až do 1938 dráha Cobenzl – Neuwaldegg. Jako poslední část byla v roce 1940 dostavěna dráha Leopoldsberg – Klosterneuburg.
Tak i po všech delších zdržení veřejného majetku, stala se také Höhenstraße pod automatickou ochranu památek. Od 1. ledna 2010 se památkový úřad snaží o prodloužení a rozpočet na odbornou renovaci získat 8,6 milionů Euro. Avšak protilehlý je zájem města Vídně, když historická chatrná dlažba se neopraví, ale ulice asfaltová a muzeálního charakteru by se měla opravit.